# Goncourt (Haute-Marne)
Goncourt korábbi község Franciaországban, Haute-Marne megyében. Lakosainak száma 300 fő (2018. január 1.). Goncourt Bourmont, Chalvraines, Harréville-les-Chanteurs, Illoud, Liffol-le-Petit, Prez-sous-Lafauche, Sartes és Sommerécourt községekkel határos.
2019. január 1-jén beolvadt Bourmont-entre-Meuse-et-Mouzon új községbe.

## Népesség
A település népességének változása:
| Lakosok száma | 382  | 338  | 314  | 317  | 305  | 284  | 273  | 267  | 254  | 300  |
|               | 1968 | 1975 | 1982 | 1999 | 2006 | 2011 | 2013 | 2016 | 2017 | 2018 |